# کلاته یساول‌باشی
کلاته یساول باشی، روستایی است از توابع بخش مرکزی شهرستان قوچان در استان خراسان رضوی ایران.

## جمعیت
این روستا در دهستان دوغائی قرار داشته و بر اساس سرشماری سال ۱۳۸۵ جمعیت آن ۶۶ نفر (۱۷ خانوار)
بوده‌است.